# Josh Tymon
Joshua Lewis ("Josh") Tymon (Kingston upon Hull, 22 mei 1999) is een Engels voetballer die bij voorkeur als linksback speelt. Hij stroomde in 2017 door vanuit de jeugd van Hull City.

## Clubcarrière
Tymon werd geboren in Kingston upon Hull en sloot zich op twaalfjarige leeftijd aan in de jeugdacademie van Hull City. Tijdens het seizoen 2015/16 veroverde de linksachter een basisplaats bij de reserves en mocht hij meetrainen met het eerste elftal. Op 30 januari 2016 debuteerde Tymon in de FA Cup tegen Bury. Op 19 november 2016 debuteerde hij in de Premier League. Tymon kreeg van coach Mike Phelan een basisplaats tegen Sunderland.

## Interlandcarrière
In 2016 debuteerde Tymon in Engeland –17, waarvoor hij drie interlands speelde.